# 漕宝快速路
漕宝快速路，原称漕宝高架路，是上海市虹桥综合交通枢纽的一纵三横快速疏散系统配套工程之一，西起嘉闵高架路，东至中环路，全长约7.7公里，设双向六车道，设计时速80公里，地面道路设六快二慢，虽有计划于2009年内建成通车，但因沿线居民意见不一而仍处于停滞状态，当时全部为高架快速路设计。
該項目直至2019年7月1日才被上海市发展和改革委员会批复。2021年4月9日正式開工。
漕宝路快速路工程包括主线和地面道路两部分。新建主线长约7.1千米，采用高架、隧道敷设形式，快速路标准，基本建设规模双向6车道。地面道路改造长约3.9千米，主干路标准，由双向4快2慢拓宽为双向6快2慢。现行设计中，嘉闵高架路至中春路段和万源路至中环路段为高架段，中春路至虹莘路段为地下段。因部分路段改为地下，线路名称也从“高架路”更名为“快速路”。